# 미라 나이어
미라 나이르(힌디어: मीरा नायर, 영어: Mira Nair 미라 나이어[*], 영어 발음: /ˈnaɪər/, 1957년 10월 15일 ~ )는 인도, 미국 영화 감독, 영화 제작자이다. 자신의 영화 제작사 미라바이 필름을 설립하기도 했다.
델리 대학교와 하버드 대학교에서 공부하고 1988년에 장편 영화 《살람 봄베이》로 데뷔했는데 이 영화로 칸 영화제 황금카메라상을 수상했으며, 아카데미 외국어 영화상 후보에 오르기도 했다.

## 연출 작품

### 영화
- 살람 봄베이 (1988)
- 미시시피 마살라 (1991)
- The Perez Family (1995)
- 카마수트라 (1996)
- 몬순 웨딩 (2001)
- 히스테리컬 블라인드니스 (2002, Hysterical Blindness)
- 베니티 페어 (2004)
- 이름 뒤에 숨은 사랑 (2006)
- 뉴욕, 아이 러브 유 (2008)
- 8 - "How Can It Be?" (2008)
- 아멜리에: 하늘을 사랑한 여인 (2009)
- 릴럭턴트 펀더멘탈리스트 (2012)
- 신과의 대화 (2014, Words with Gods)
- 카트웨의 여왕 (2016)

## 수상
- 2001년 베니스 영화제 황금사자상, 《몬순 웨딩》